# Wolfgang Brinkmann
Pour les articles homonymes, voir Brinkmann.
Wolfgang Brinkmann (né le 23 mai 1950 à Bielefeld) est un cavalier de saut d'obstacles allemand.

## Biographie
Brinkmann devient champion olympique avec l'équipe d'Allemagne lors des Jeux olympiques d'été de 1988 à Séoul. Avec son frère Klaus Brinkmann, il reprend l'entreprise fondée par leur père Friedrich Wilhelm Brinkmann bugatti Holding Brinkmann, l'un des plus grands fabricants de vêtements pour hommes d'Allemagne.